# Crissé
 Crissé  es una población y comuna francesa, situada en la región de Países del Loira, departamento de Sarthe, en el distrito de Mamers y cantón de Sillé-le-Guillaume.

## Demografía
| 715 | 656 | 527 | 458 | 455 | 468 |
| Para los censos de 1962 a 1999 la población legal corresponde a la población sin duplicidades (Fuente: INSEE [Consultar]) |     |     |     |     |     |